# Marisol Ayala
Marisol Ayala (Las Palmas de Gran Canaria, 4 de mayo de 1947) es una periodista española, especializada en periodismo social. En 2015, recibió la distinción de Hija Predilecta por el Ayuntamiento de Las Palmas de Gran Canaria.

## Trayectoria
Tercera de los siete hijos del periodista Antonio Ayala, jefe de deportes del periódico Eco de Canarias y corresponsal de diversos periódicos deportivos, como Marca y As, varios de sus hermanos también ejercieron como periodistas, tanto en medios escritos como audiovisuales. Durante toda su trayectoria profesional ha estado vinculada al periodismo en las Islas Canarias desde que comenzó a escribir profesionalmente en 1982 en el Diario de Las Palmas donde publicó su primer reportaje. En este periódico, cubrió el área de tribunales.
En 1986, comenzó a trabajar como redactora en el diario La Provincia, de Editorial Prensa Canaria (hoy Editorial Prensa Ibérica), donde cubrió durante más de quince años el área de sanidad, publicando sobre temas de interés social como fue el fallecimiento en el Hospital Materno Infantil de Las Palmas de Gran Canaria de cuatro menores que sufrían hidrocefalia, una información que obligó al Gobierno autonómico a abrir una investigación. La información tuvo una amplia repercusión mediática tanto en Canarias como en el resto de España.
Durante su trayectoria profesional realizó diversos trabajos periodísticos sobre el mundo de la droga en la ciudad de Las Palmas de Gran Canaria así como otros que impactaron a la sociedad de las Islas del momento, como fue el asesinato y violación en 1988 de la menor de 12 años, Cathaysa Rosales, a manos de su vecino en el barrio capitalino de La Feria. 
Otros casos conocidos que cubrió fue el juicio a Ángel Cabrera Batista, conocido como El Rubio, quien secuestró y asesinó en 1976 al industrial tabaquero, natural de Las Palmas de Gran Canaria, Eufemiano Fuentes Díaz, así como el mediático «crimen del contenedor» en el que fue asesinada una mujer en la zona del Puerto de la Luz en el año 1994. Uno de los autores condenados por este crimen, Eufemiano Fuentes Martínez, conocido como Fani, concedió una entrevista a la periodista estando en la cárcel de Salto del Negro (Las Palmas de Gran Canaria), la primera de una serie de entrevistas en exclusiva.
A nivel profesional, ha colaborado, además, en el periódico regional Canarias 7, en la Cadena SER en Canarias, Canarias Radio La Autonómica y el periódico digital Teldeactualidad.

### Caso Kárate
En 2013, publicó, junto a su hijo Miguel Ayala, también periodista, el libro de investigación La secta del Kárate, en el que recoge la investigación y seguimiento que realizó en torno al denominado Caso Kárate, un caso de abusos sexuales que ocurrieron en una escuela de artes marciales de la capital grancanaria. Producto de la denuncia por abusos sexuales a los alumnos de la Escuela Torres Baena, fueron acusados y condenados el maestro y karateca Fernando Torres Baena; su pareja, María José González Peña; la instructora de kárate Ivonne González Peña; y el monitor Juan Luis Benítez Cárdenes.
Torres Baena fue condenado a 302 años de prisión por los delitos de corrupción de menores y abuso sexual, mientras que su compañera María José González recibió una condena de 148 años de prisión y a Ivonne González, se le condenó a una pena de 126 años de cárcel por delitos de abusos sexuales.
El Caso Kárate está considerado como el mayor proceso por abusos a menores juzgado en España de los últimos años.

## Reconocimientos
En 2015, Ayala recibió el reconocimiento como Hija Predilecta de la ciudad de Las Palmas de Gran Canaria, una distinción por la que el Ayuntamiento reconoce la labor y persona de los habitantes de la ciudad.

## Libros
- 2013 – La secta del kárate. Con Miguel F. Ayala, Anroat Ediciones. ISBN 978-8415148593.[13]
- 2017 – Historias prestadas. Mercurio Editorial. ISBN 978-84-947273-9-9.[14]